# Cirrhilabrus laboutei
Cirrhilabrus laboutei es una especie de peces de la familia Labridae en el orden de los Perciformes.

## Morfología
Los machos pueden llegar alcanzar los 12 cm de longitud total.

## Distribución geográfica
Se encuentra desde Nueva Caledonia hasta la Gran Barrera de Coral.